# Nicolai Gepețchi
Nicolai Gepețchi (în rusă Николай Емельянович Гепецкий; n. 1 decembrie 1869, Chișinău, Imperiul Rus – d. 10 septembrie 1920, Cazaci, Odesa, Ucraina) a fost un preot și politician țarist, deputat în Duma de Stat al celor de-a III-a și a IV-a convocări din partea Basarabiei.

## Biografie
S-a născut în anul 1869 în Chișinău, în familia protopopului Emelian Gepețchi, profesor la Seminarul Teologic din oraș.
A absolvit Seminarul Teologic din Chișinău, iar în 1890 a fost hirotonit preot la Biserica Nașterea Maicii Domnului din localitate. Începând cu 1893, a fost rectorul Bisericii Sfânta Mijlocire și profesorul școlii ministeriale din satul Starokazacie, ținutul Akkerman, Basarabia. Datorită eforturilor sale, în sat s-au deschis o Societate de consum, o mică casierie de împrumut, poșta, un spital primar, o școală cu o clasă, școli parohiale pentru băieți și fete cu un număr total de elevi de până la 300 de persoane.  
Din 1895 a fost observator de ținut al școlilor parohiale și de alfabetizare. Din 1896, deputat din partea clerului în zemstva ținutului Akkerman, din 1897, membru al comitetului de audit al acesteia. Din 1898, președintele filialei din Akkerman a consiliului școlar eparhial, începând cu 1899 membru al comisiei școlare, observator al învățării Bibliei, al cântului bisericesc, al citirii și scrierii slavonelor bisericești în cadrul școlilor publice ale ținutului, membru al consiliului școlar de ținut al Ministerului Educației Publice, șef al depozitului de carte al acestuia, curator al Spitalului din Starokazacie. În 1908, a inițiat construcția unei noi biserici în sat.
Începând cu 1906, a fost membru al Partidului Centrului Basarabiei, fondat de Pavel Krupensky. Din 1907, deputat al Dumei a III-a de Stat din partea Basarabiei. A fost membru al fracțiunii de dreapta-moderată, din a 3-a sesiune, membru al fracțiunii naționale ruse, din a 4-a sesiune, membru al grupului naționaliștilor independenți, membru al comisiilor de buget și de învățământ public.
În 1912 a fost reales în Duma de Stat, unde a fost membru al fracțiunii de centru și din 1915 în Blocul Progresist, secretar al comisiei pentru învățământul public, membru al comisiilor: bugetară, pe treburile Bisericii Ortodoxe și pe comunicații.
Din 1914, a fost membru de onoare al departamentului din Akkerman al Societății Imperiale de Horticultura Rusă, membru al consiliului de administrație al societății pentru diseminarea învățământului secundar comercial din Akkerman și tutela de ținut pentru îngrijirea familiilor persoanelor chemate la război. Din 1915 a fost șef al parohiei din Starokazacie.
În 1917, a fost delegat la Congresul rus al Clerului și al Laicilor, participant la Conferința de Stat de la Moscova. A fost membru al Consiliului Local al Bisericii Ortodoxe Ruse în calitate de adjunct al lui Ilia Evseev.
În 1918 s-a întors în Basarabia. A murit în 1920 deja în satul redenumit, Cazaci (Starokazacie), în România.